# クラムシー (ニエーヴル県)
クラムシー （Clamecy）は、フランス、ブルゴーニュ＝フランシュ＝コンテ地域圏、ニエーヴル県のコミューン。

## 地理
クラムシーはヨンヌ川谷にあり、ヨンヌ川とブーヴロン川が合流する地点に位置する。

## 歴史
634年、クラムシーはクラミシアクス（Clamiciacus）と呼ばれていた。百年戦争中の14世紀にクラムシーは荒廃した。
初めての特権は1213年、ヌヴェール伯エルヴェ4世によって与えられた。16世紀から20世紀初頭まで、いかだによる木材輸送で繁栄していた（最後のいかだは1923年に出発した）。
フランス第二共和政の間、パンフレットや新聞でパリの情報を得ていた船乗りによって、クラムシーはパリで起きた出来事に敏感であり、左派の投票傾向があった。保守政党パルティ・ド・ロルドル（fr）が議会の多数を占めると、保守的な議会は不安定をもたらした。1851年、民衆の抗議活動は共和政の減退をもたらし、憲兵隊は民衆によって武装解除された。ルイ・ナポレオン・ボナパルト（のちのナポレオン3世）らによる1851年クーデター（en）が起きると、12月5日にクラムシー住民は憲法違反の抗議を行い、暴動は厳しく弾圧された。
ナチス・ドイツによるフランス侵攻終盤の1940年6月18日、第3SS装甲師団に属すると思われるドイツ兵たちが、アフリカでの戦闘で捕らえたフランス軍捕虜41人（セネガル人歩兵を含む）を処刑した。

## みどころ
- サン＝マルタン参事会教会 - 13世紀。16世紀再建。
- ノートルダム・ド・ベトレム教会 - ジョルジュ・テオドール・ルノー設計によるコンクリート建築。

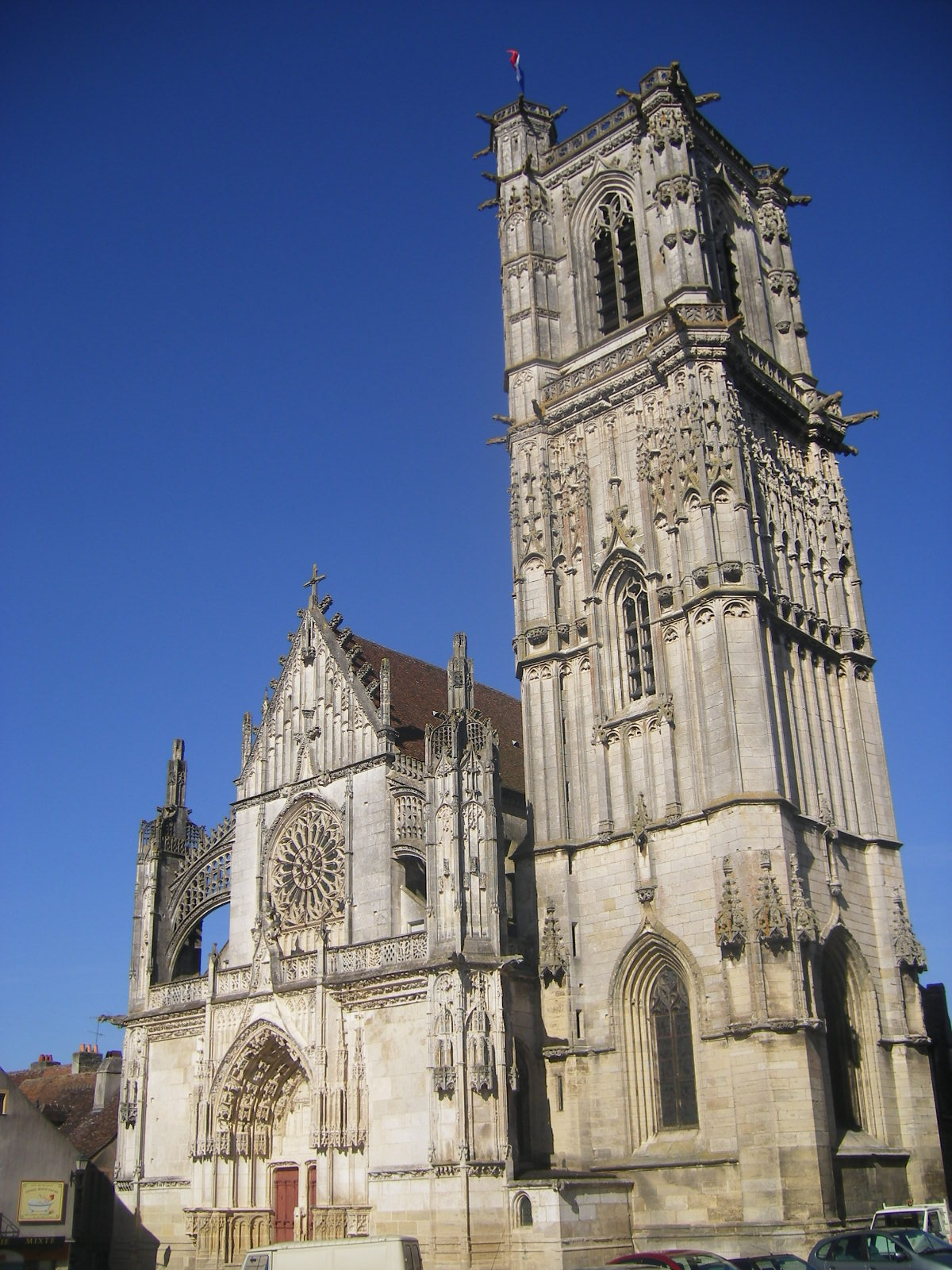
サン＝マルタン参事会教会
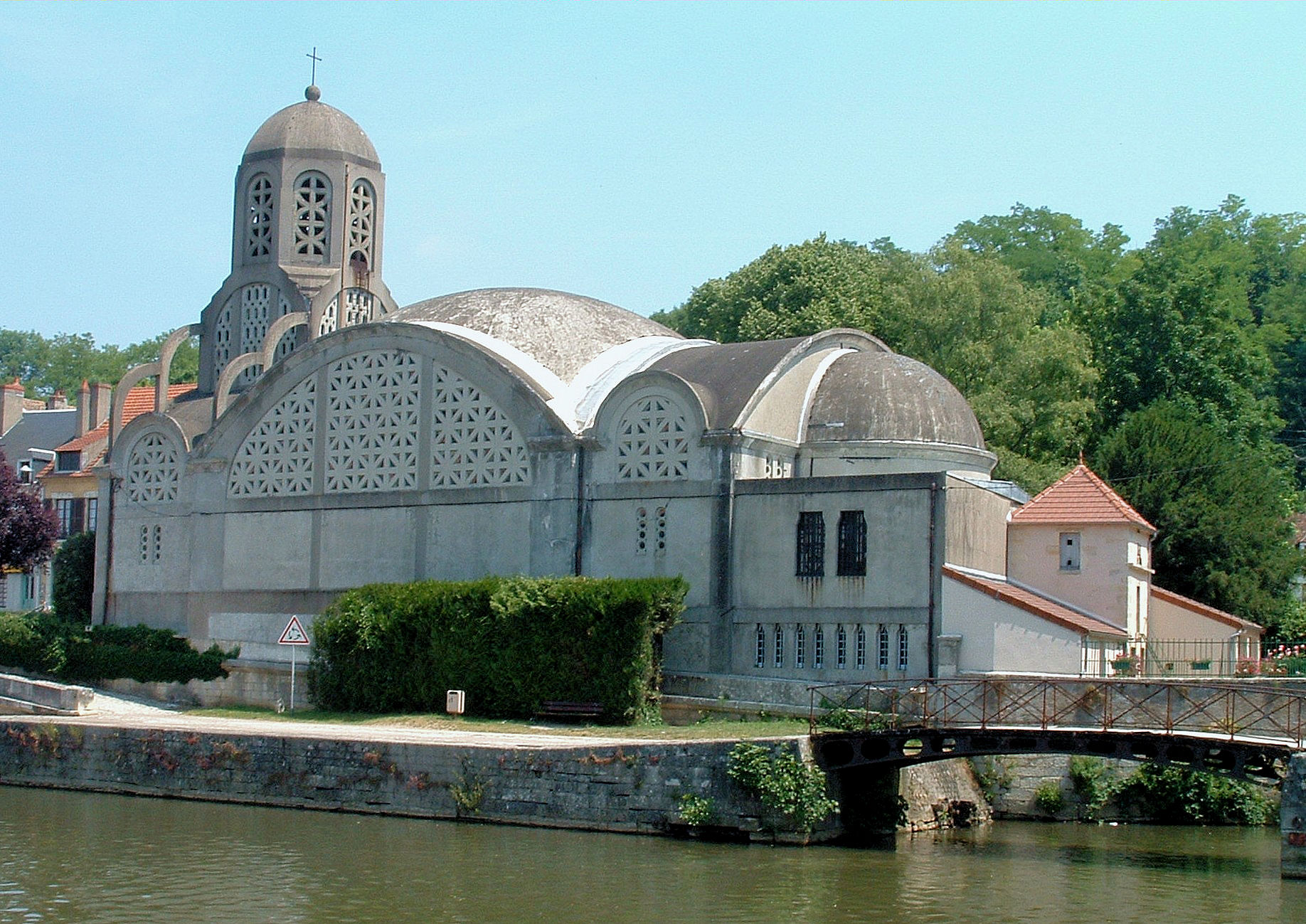
ノートルダム・ド・ベトレム教会

## 出身者
- ロマン・ロラン

## 姉妹都市
- ゲルンハウゼン、ドイツ
- グランド＝ピル、カナダ